# إف إكس
FX (إف إكس) قناة تلفزيونية أمريكية مملوكة من قبل (شبكة FX، ذ.م.م)، مجموعة فوكس الترفيهية شركة فرعية تابعة لمؤسسة "21st Century Fox" الاعلامية. تعرض القناة برامج ومسلسلات كوميدية ودرامية وأفلام.
اعتباراً من يوليو، 2015، 94,006,000 مليون أسرة في الولايات المتحدة (80.8% من الاسر التي تمتلك تلفاز) يتلقون بث قناة "FX".

## برامج القناة

### برامج أصلية
- لوي (2010)

- قصة رعب أمريكية (2011)
- الأمريكيون (2013-2018)
- فارغو (2014)
- الطاغية (2014)
- السلالة (2014)
- آرشر (2009)
- أتلانتا (2016)

### برامج سابقة
- الدرع (2002-2008)
- فيلادلفيا دائما مشمسة (2005-2012؛ نُقل إلى قناة FXX)
- أنت الأسوأ (2014؛ نُقل إلى قناة FXX)

## قنوات شقيقة

### قناة FX Movie Channel
FX movie Channel أو (FXM) إطلقت في 31 أكتوبر، 1994، باسم (fX: Movies from Fox)، ركزت القناة على عرضها لافلام شركة (20th Century Fox) من فترة 1930-1970. في 1 مارس، 2000، غُير اسم القناة إلى (Fox Movies).

### قناة FXX
FXX قناة تلفزيونية إطلقت في 2 سبتمبر، 2013، وإستبدلت قناة "Fox Soccer". تعرض القناة برامج ترفيهية عامة لكنها تركز على المسلسلات الكوميدية. نُقل مسلسل فيلادلفيا دائما مشمسة من قناة "FX" إلى قناة «FXX» في 2013، واستمر عرضهُ على القناة حتى الآن.

### موقع FX Now
FX NOW موقع الكتروني وتطبيق للهواتف الذكية والجهزة اللوحية. يتيح للمشتركين مشاهدة برامج القناة الاصلية والمكتسبة عبر الإنترنت. إطلق الموقع في يناير 2014، وتتوفر الخدمة على الاجهزة التي تعمل بنظام iOS، أندرويد وويندوز فون، وأجهزة إكس بوكس وان وإكس بوكس 360.

## وصلات خارجية
- الولايات المتحدة
- كندا
- أستراليا